# Мусійківська сільська рада
| Мусійківська сільська рада — орган місцевого самоврядування у Іванківському районі Київської області з адміністративним центром у с. Мусійки. Водоймища на території, підпорядкованій даній раді: річка Вересня. Сільській раді підпорядковані населені пункти: - с. Мусійки - с. Поталіївка |

## Склад ради
Рада складається з 16 депутатів та голови.

### Керівний склад ради
| ПІБ                          | Основні відомості                                                                       | Дата обрання | Дата звільнення |
| ---------------------------- | --------------------------------------------------------------------------------------- | ------------ | --------------- |
| Притика Василь Васильович    | Сільський голова, 1957 року народження, освіта, безпартійний                            | 26.03.2006   | 31.10.2010      |
| Резанова Валентина Андріївна | Сільський голова, 1973 року народження, освіта середня спеціальна, член Партії регіонів | 31.10.2010   |                 |

Примітка: таблиця складена за даними джерела